# Wohnhaus Westertor 8
Das Wohnhaus Westertor 8 in Wildeshausen stammt von 1890. Es wird heute (2023) als Wohnhaus und Praxis genutzt.
Das Gebäude steht unter Denkmalschutz.

## Geschichte
Das eineinhalbgeschossige verputzte giebelständige historisierende Haus mit Drempel und Satteldach sowie mittigem Eingang wurde 1890 gebaut. Putzgliederung: geschossteilendes Gesims, Quaderung des Erdgeschosses, aufwändige Fensterrahmungen, gestaltete Brüstungsfelder, Pilaster und Ädikulä am Eingang und darüber.
Das Haus gehört zum Typus der sogenannten Oldenburger Hundehütte, auch Oldenburger Giebelhaus, ein Architekturstil der aus den ländlichen Dielentorhäusern entwickelt und zwischen etwa 1875 und 1920 bevorzugt in Oldenburg und Umgebung gebaut wurde; er erinnert wohl an eine Hundehütte. Architekturmerkmale: Eineinhalbgeschossiges Giebelhaus mit Drempel oder Kniestock, Satteldachneigung von ca. 40° bis 45°, mit Souterrain-Vollgeschoss, häufig mit Leiste als Gürtelgesims, zumeist seitlich kleinere Giebelfenster, oft Giebelfenster zum Dachboden wie ein Uhlenloch, oftmals Traufhöhe von bis zu 5 Metern, zumeist vierachsig.
Die Landesdenkmalpflege befand: „... geschichtliche Bedeutung ... als beispielhaftes kleinstädtisches Wohnhaus vom Typus ‚Oldenburger Hundehütte‘ ...“.